# 安德罗诺沃文化

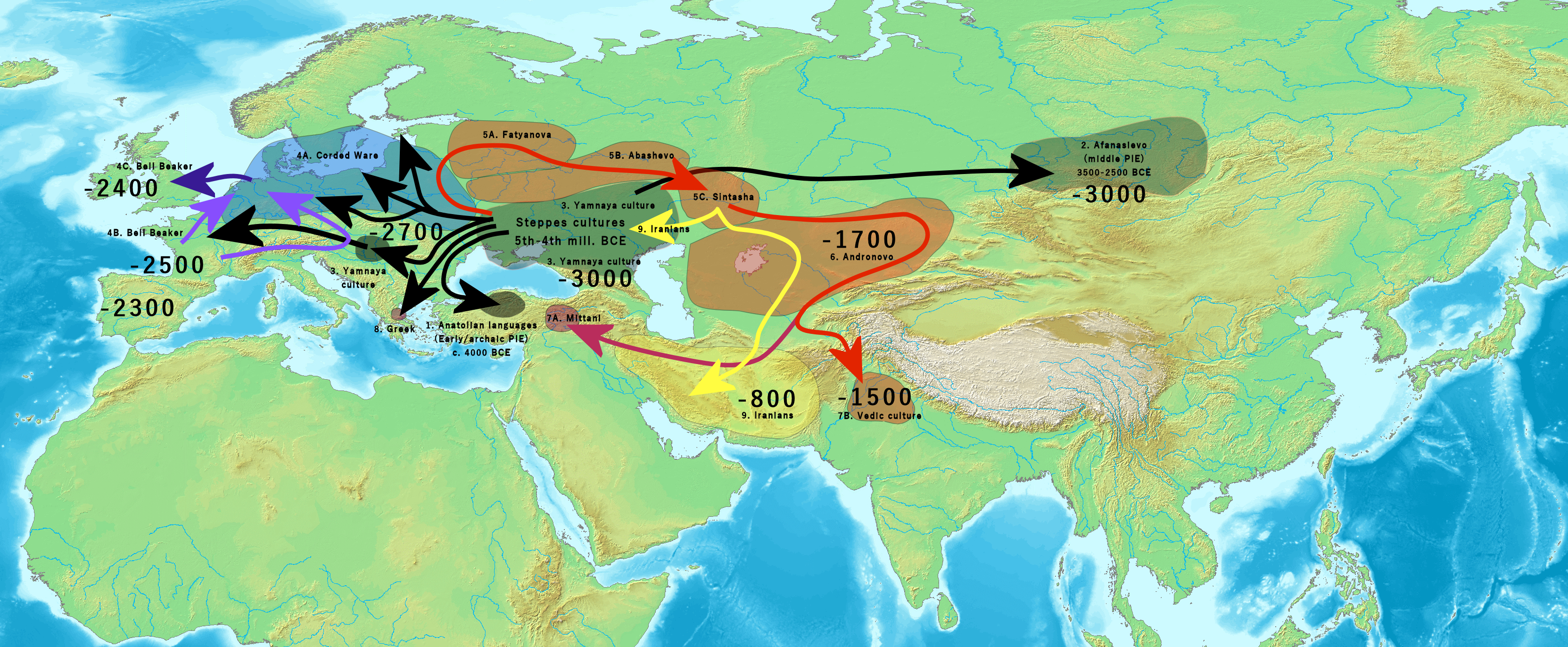
原始印歐人相關文化的傳播。

安德罗诺沃文化（英語：Andronovo culture）是一组相似的青铜时代文化的集合，繼承了更早的辛塔什塔文化，繁盛于公元前2100年到公元前1400年的西西伯利亚和中亚草原地带。得名于安德罗诺沃村，1914年在该地发现了伴随有花纹丰富陶器的屈肢葬（くっそう、Flexed burial）。該文化被認為與原始印歐人的東進有關。

## 概述
在该文化向南和向东扩展的过程中，产生了两种不同的亚文化类型：
- Alakul（1800–1400 BCE）
- Fedorovo（1700–1300 BCE）

该文化的地理分布范围和界限很难精确确定。其西界与同时期的斯魯伯文化在伏尔加河-乌拉尔河一带重叠。其东界可到米努辛斯克盆地，某些地点分布到南乌拉尔山，与更早的阿凡納謝沃文化重叠。其他地点向南散布在土库曼斯坦的克佩特山脉、塔吉克斯坦的帕米尔和吉尔吉斯斯坦的天山。其北界大约对应西伯利亚的森林带。在伏尔加河盆地，安德罗诺沃文化与斯魯伯文化有强烈而持久的交流，Federovo风格的陶器在向西远达伏尔加格勒仍有发现。
到第二个千年中期，安德罗诺沃文化开始明显东扩，开始在阿尔泰山采掘铜矿，居住的村庄可以由多达十座地穴式的大型木屋组成，墓葬为石棺或者木椁。安德罗诺沃文化为牧业经济，主要有牛、马、绵羊和山羊，推测可能有农业，但缺乏明确的证据。
多数研究者把安德罗诺沃文化和早期的印度-伊朗语族联系起来，虽然该文化也在其北界与乌拉尔语族分布区域重叠。
|  |  |

## 遺傳學
在安德罗诺沃文化发现的青铜时代的遗骸，90%都是西亚-欧洲血统，几乎完全是单倍型类群R1a1，如果算上铁器时代的话则R1a1比例为77%。DNA鉴定其人群很大一部分都为眼睛蓝色或绿色、浅肤色、浅髪色。同属安德罗诺沃文化、青铜时代和铁器时代从哈萨克斯坦发现的遗骸也绝大部分是西亚-欧洲血统。这些结果都对坟塚假说提供了有力的支持。